# Гійом Грандідьє
Гійом Грандідьє (фр. Guillaume Grandidier) (1873–1957) — французький географ, етнолог і зоолог, дослідник острова Мадагаскар. Гійом Грандідьє був секретарем Географічного товариства Парижа і плідним автором.

## Описані таксони
- Cryptoprocta spelea, Monias benschi, Rousettus madagascariensis, Microgale parvula, Microgale brevicaudata